# Нивицька сільська рада
| Нивицька сільська рада — колишній орган місцевого самоврядування у Радехівському районі Львівської області з адміністративним центром у с. Нивиці. Історична дата утворення: в 1939 році. Водоймища на території, підпорядкованій даній раді: річка Радославка. Сільській раді підпорядковані населені пункти: - с. Нивиці - с. Пустельники - с. Старий Майдан - с. Трійця |

## Склад ради
Рада складається з 16 депутатів та голови.

### Керівний склад ради
| ПІБ                     | Основні відомості                                                                              | Дата обрання | Дата звільнення |
| ----------------------- | ---------------------------------------------------------------------------------------------- | ------------ | --------------- |
| Дубовець Марія Петрівна | Сільський голова, 1959 року народження, освіта                                                 | 26.03.2006   | 31.10.2010      |
| Гавор Юрій Ігорович     | Сільський голова, 1981 року народження, освіта вища, член Всеукраїнського об'єднання «Свобода» | 31.10.2010   |                 |

Примітка: таблиця складена за даними джерела